# Manichetta antincendio

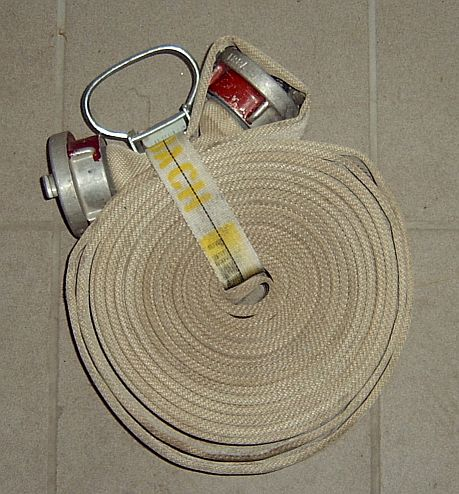
Manichetta con attacco Storz B raccolta e fissata con cinghia dotata di maniglia per il trasporto

La manichetta antincendio è un tubo flessibile utilizzato per trasportare acqua o miscele acqua / schiuma a media pressione nei dispositivi idraulici antincendio. 

## Storia
Fino alla metà del diciannovesimo secolo, la maggior parte dei fuochi furono combattuti dall'acqua trasportata sul luogo necessario tramite l'utilizzo di secchi e non fu che verso la fine degli anni '60 che furono introdotti i tubi flessibili per portare l'acqua (tramite delle pompe azionate a mano od a vapore), fino all'incendio.
Nel 1673 ad Amsterdam, in Olanda, il sovrintendente della caserma dei Vigili del Fuoco Jan van der Heyden e suo figlio Nicholaas costruirono il primo tubo antincendio utilizzando strisce di cuoio cucite insieme come una gamba di stivale, lungo 50 piedi (15 m) ed anche con le limitazioni di pressione, l'attacco del tubo al collo dell'ugello consentiva approcci più stretti ed un'erogazione più accurata dell'acqua verso le fiamme.

A Jan Van der Heyden fu anche accreditata una versione primitiva di tubo per aspirazione con filo per mantenerlo rigido. 
Negli Stati Uniti, fu realizzato a Filadelfia nel 1794 un tubo antincendio  realizzato in tela che non si dimostrò sufficientemente resistente e successivamente fu introdotto un tubo simile a quello olandese e realizzato in cuoio cucito che però tendeva a scoppiare per causa della pressione, così alcuni membri della Philadelphia Humane Hose Company inventarono un tubo di cuoio fissato con rivetti di rame e rondelle.
Intorno al 1890 apparvero i primi tubi flessibili costruiti con filati di lino intrecciato. Le fibre in lino offrivano il vantaggio di gonfiarsi al contatto con l'acqua e ciò stringeva la tessitura, facendo sì che il tubo diventasse impermeabile trattenendo l'acqua al suo interno. Questi tubi di lino furono però rapidamente sostituiti con i tubi in gomma nel servizio comunale di antincendio poiché il lino era facilmente deteriorabile dopo pochi utilizzi.
I tubi in gomma continuarono ad essere utilizzati su linee di tubi interni e supporti per tubi flessibili fino agli anni Sessanta e ad oggi vengono ancora utilizzati per applicazioni forestali.
Dopo l'invenzione del processo di vulcanizzazione inventato da Charles Goodyear il tubo successivo fu un tubo multistrato rivestito in gomma e dotato di un rinforzo in tessuto interno divenendo però scomodo ed ingombrante, pesante e rigido (come il primordiale tubo in pelle), ma non soggetto a scoppi o perdite ed è anche risultato più resistente del tubo di lino non stirato. 

La sua costruzione ed il tipo di avvolgimento era simile ad alcuni tubi utilizzati ancor oggi come ad esempio i tubi flessibili per la fornitura di carburante utilizzati per il trasporto di aerei di linea.

## Descrizione
Generalmente sono costruite in tessuto circolare di poliestere con sottostrato impermealizzante in gomma elastomerica ed hanno raccordi standard.  Alcuni paesi utilizzano i raccordi Guillemin altri invece usano i raccordi Storz. In molti edifici, come le scuole, gli uffici e le aziende, sono presenti idranti a muro. La pressione di esercizio di una manichetta può variare tra 8 e 20 bar (800 e 2000 kPa, 116 e 290 psi), mentre la pressione di esplosione può arrivare fino a 40 bar (4.400 kPa, 580,151 psi). Le manichette antincendio vengono utilizzate anche per scaricare l'acqua aspirata dalle motopompe o dalle pompe idrovore, durante le inondazioni o lo svuotamento di invasi.
In genere dopo l'utilizzo le manichette vengono appese a secco per farle asciugare, perché l'acqua che rimane in un tubo per lungo tempo può deteriorare il materiale e renderlo inaffidabile o inutilizzabile. Pertanto in una  caserma dei vigili del fuoco spesso si trovano delle alte strutture destinate ad accogliere la lunghezza di un tubo su cui vengono distese per lo svuotamento e la conseguente asciugatura.

## Utilizzo

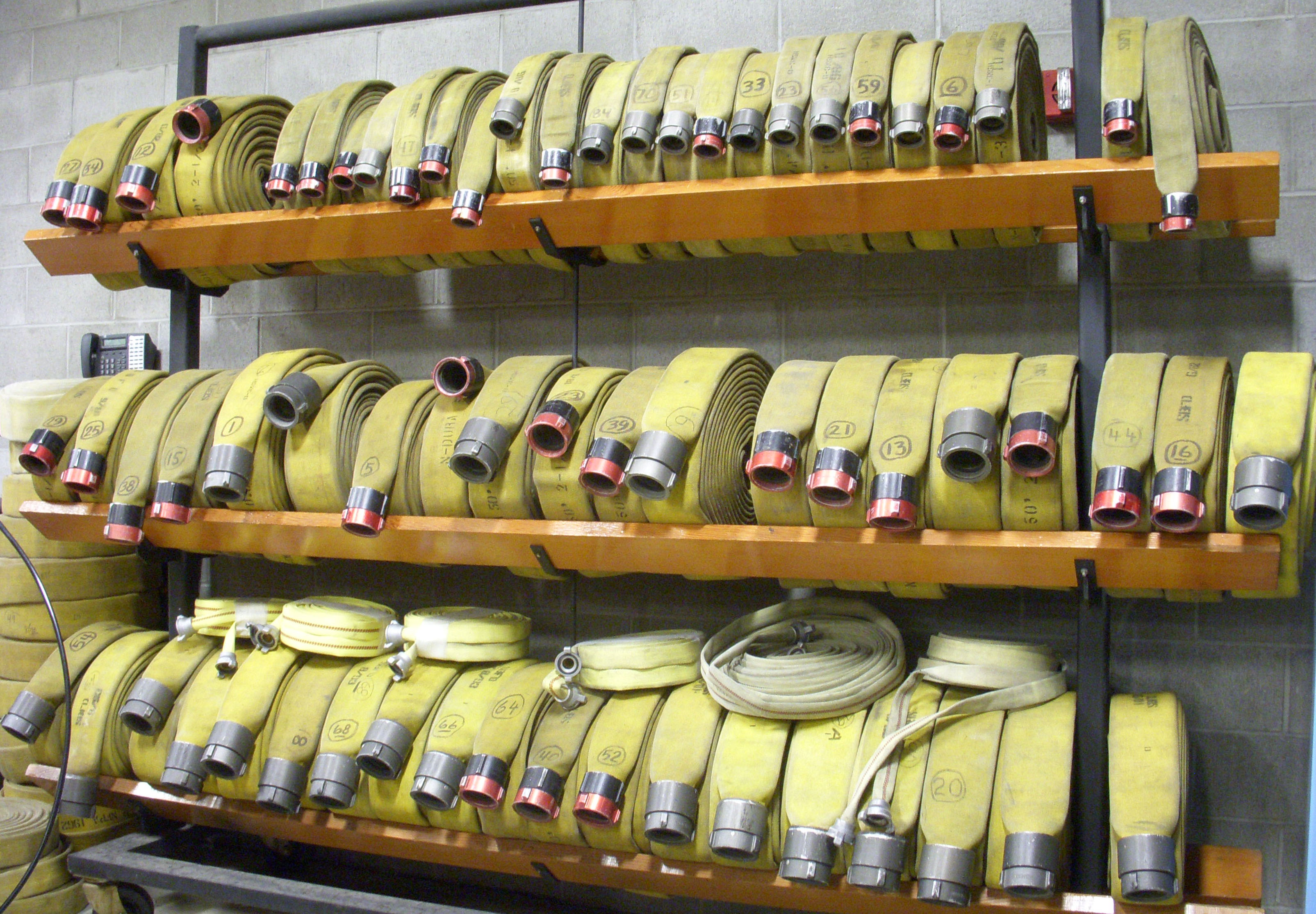
Manichette Antincendio di diverse dimensioni poste su uno scaffale mobile.

I tubi antincendio moderni sono costruiti in tessuto circolare di poliestere con sottostrato impermealizzante in gomma elastomerica. Questi materiali consentono di conservare i tubi bagnati senza marcire e resistere agli effetti dannosi dell'esposizione alla luce solare ed alle sostanze chimiche. I tubi flessibili moderni sono anche più leggeri rispetto ai disegni più vecchi e questo ha contribuito a ridurre la tensione fisica sui vigili del fuoco.

## Tipologie di tubi
Ci sono diversi tipi di tubi progettati appositamente per il servizio antincendio. Quelli progettati per funzionare sotto pressione positiva sono chiamati tubi prementi ed hanno 3 diametri di servizio. Quelli progettati per funzionare sotto pressione negativa sono chiamati tubi di aspirazione. 

### Tubi Prementi
I tubi prementi hanno 3 diametri di servizio che sono:
- 25 mm, utilizzati per creare condotte per attrezzature ad alte pressioni e per lo spegnimento di incendi boschivi dove è necessario un tubo leggero per manovrare su terreni ripidi o ruvidi. Il tubo è in diametri nominali di 1,0 e 1,5 in (25 e 38 mm) e la lunghezza standard è di 100 piedi (30,48 m).
- 45 mm, utilizzati per formare sull’incendio condotte di alimentazione per le lance di piccola potenza e sono utilizzati anche per gli idranti a parete; la lunghezza di questa manichetta può essere di 15, 20, 25, 30 m.
- 70 mm, utilizzati per formare le condotte dalla pompa all'incendio e per alimentare le lance di grande potenza, nonché per portare l'acqua da un idrante sottosuolo o soprassuolo alla pompa. La lunghezza di questa manichetta può essere di 15, 20, 25, 30 m[6].

Le pressioni operative di queste manichette si aggirano intorno ai 25, 30 bar mentre la pressione di scoppio e di 40 bar.

### Tubo di aspirazione
Sono tubi sono semi rigidi con rinforzi metallici interni. Vengono usati per succhiare l'acqua da fonti non pressurizzate (come stagni o fiumi), per mezzo dell'effetto del vuoto. Il diametro interno nominale va da 2,5 a 6,0 pollici (da 64 a 152 mm), mentre la lunghezza standard è di 10 piedi (3,05 m).

## Materie prime
In passato il cotone era la fibra naturale più comune utilizzata nei tubi antincendio ma i tubi più moderni utilizzano una fibra sintetica come i filamenti di poliestere o di nylon. Le fibre sintetiche offrono una forza aggiuntiva e una migliore resistenza all'abrasione. I fili di fibra possono essere tinti in vari colori o possono essere lasciati nel colore originale.
I rivestimenti e le guarnizioni comprendono gomme sintetiche che forniscono vari gradi di resistenza agli agenti deterioranti come la temperatura, l'ozono, le radiazioni ultraviolette (UV), muffe od abrasioni e sono previsti diversi rivestimenti per applicazioni specifiche. 
Il tubo flessibile di aspirazione è costituito da più strati di gomma e tessuto intrecciato incapsulando un'elica interna di filo d'acciaio. Un tubo di aspirazione molto flessibile utilizza una copertura sottile di cloruro di polivinile ed anche l'elica interna è fatta in cloruro di polivinile. 

## Processo di fabbricazione
La manichetta viene fabbricata in un impianto specializzato nella fornitura di prodotti per tubi flessibili a reparti di antincendio comunali, industriali e forestali. Ecco una tipica sequenza di operazioni utilizzate per la fabbricazione di un tubo doppio rivestito in gomma:

### Preparazione del filato
- Ci sono due diversi filati di fibre che sono tessuti insieme per formare una giacca di tubo flessibile. I filati che si eseguono lungo il tubo flessibile sono chiamati filo di ordito e sono realizzati in filato di poliestere o filato di nylon che formano le superfici interne ed esterne della giacca fornendo la resistenza necessaria all'abrasione del il tubo. I filati avvolti in una spirale stretta intorno alla circonferenza del tubo sono chiamati filati di riempimento e sono realizzati in filato di poliestere. Essi sono intrappolati tra i fili di ordito incrociato e forniscono la resistenza necessaria per resistere alla pressione interna dell'acqua. I filati in filo di poliestere filati sono appositamente preparati da un produttore specifico e vengono spediti alla pianta del tubo flessibile.
- Le fibre di poliestere continuo del filamento sono raccolte in un fascio di 7-15 fibre e vengono avvolte su un telaio per formare i filati di riempimento. Il filo, una volta pettinato e torto viene quindi avvolto su una bobina di riempimento.

### Tessitura delle giacche
1. I fili di ordito vengono messi in scena su una fenditura, che li alimenta lungo il basso attraverso un telaio circolare. Due bobine di riempimento con il filo di riempimento vengono messe in posizione nel telaio.
2. Quando il telaio inizia la lavorazione, le bobine di riempimento avvolgono il filo di riempimento in un cerchio attraverso i fili di ordito e non appena le bobine passano, il telaio incrocia ogni coppia di filati di ordito adiacenti per intrappolare il filo di riempimento tra di loro. Questo processo di tessitura continua ad una velocità elevata poiché l'estremità inferiore della giacca viene lentamente trascinata attraverso il telaio e le bobine continuano a avvolgere i filati di riempimento intorno alla circonferenza della giacca in una spirale stretta. La giacca intrecciata viene infine avvolta su una bobina.
3. Le giacche interne ed esterne sono tessute separatamente. La giacca interna è tessuta ad un diametro leggermente più piccolo in modo che si inserisca all'interno della giacca esterna ed a seconda della domanda, diverse migliaia di piedi di giacca possono essere tessuti contemporaneamente. Dopo un'ispezione, le due giacche vengono collocate in magazzino.
4. Se la giacca esterna deve essere rivestita, viene prelevata attraverso un serbatoio di riempimento riempito con il materiale di rivestimento e poi passata attraverso un forno dove il rivestimento viene asciugato e curato.

### Estrusione della fodera
Blocchi di gomma morbida, appiccicosa e indurita vengono alimentati in un estrusore. L'estrusore riscalda la gomma e la preme attraverso un'apertura tra un pezzo circolare solido interno ed esterno per formare un rivestimento tubolare. Il rivestimento in gomma viene quindi riscaldato in un forno dove viene sottoposto ad una reazione chimica chiamata vulcanizzazione. Ciò rende la gomma forte e flessibile mentre la fodera passa attraverso una macchina chiamata "calandra di gomma" che forma un foglio sottile di gomma indurita e lo avvolge attorno all'esterno della fodera.

### Formazione del tubo flessibile
Le giacche ed il rivestimento vengono tagliate alla lunghezza desiderata, poi la giacca interna viene inserita nella giacca esterna, seguita dalla fodera. L'estremità del tubo assemblato viene fissato ad una morsa e del vapore pressurizzato viene iniettato nel tubo flessibile mentre il tubo viene disteso. Ciò spinge la guarnizione del rivestimento contro la giacca interna e provoca la vulcanizzazione del foglio sottile di gomma indurita e forma la legatura del rivestimento con la giacca interna.
I raccordi di estremità del metallo o gli accoppiamenti vengono fissati al tubo flessibile e la porzione esterna di ciascun accoppiamento viene fatta scivolare sulla giacca esterna con un anello che viene inserito nella fodera in gomma. Uno strumento chiamato "mandrino di espansione" si posiziona all'interno del tubo e fa espande l'anello interno fino a stringere le giacche ed il loro rivestimento tra l'anello interno e la porzione esterna del giunto formando una tenuta resistente su tutto il percorso attorno al tubo.

### Pressione di prova del tubo flessibile
Le norme stabilite dalla National Fire Protection Association, richiedono che ciascuna lunghezza di un nuovo tubo doppio, deve essere sottoposta a pressione a 600 psi (41,4 bar; 4.140 kPa) ma la maggior parte dei produttori viene provato a 800 psi (55,2 bar; 5.520 kPa). Successivamente alla consegna, il tubo viene testato annualmente a 400 psi (27,6 bar, 2,760 kPa) dal servizio antincendio. Mentre il tubo è sotto pressione, viene controllato per vedere se ci sono perdite e per determinare che i giunti siano saldamente attaccati. Dopo la verifica il tubo viene drenato, essiccato, laminato e spedito al cliente.

### Controllo di qualità
Oltre al test di pressione finale, ogni tubo è sottoposto a varie ispezioni e prove in ogni fase della produzione. Alcune di queste ispezioni e controlli comprendono ispezioni visive, prove di resistenza all'ozono, prove di invecchiamento accelerato, prove di adesione del legame tra il rivestimento e la giacca interna, determinazione della quantità di torsione sotto pressione, controlli dimensionali e molti altri.

## Controlli periodici, durata e garanzia

### Controlli periodici
Tutte le tubazioni antincendio devono essere verificate periodicamente e sottoposte ai seguenti controlli:
- Ogni sei mesi devono essere srotolate completamente e sottoposte alla normale pressione di esercizio di rete;
- Devono essere verificate le legature che non devono presentare perdite o trafilamenti;
- Devono essere verificate visivamente e, se presentano lesioni o screpolature, devono essere controllate alla massima pressione di esercizio indicata dalle normative o nelle tabelle tecniche e, se del caso, devono essere sostituite;
- In ogni caso ogni cinque anni devono essere sottoposte alla massima pressione di esercizio;
- Dopo l’impiego, anche se non è trascorso il periodo di tempo indicato, le manichette devono essere sgocciolate per evitare ristagno di liquido all’interno e nel caso in cui siano sporche di grasso, olio ecc, dopo essere state ripulite con un panno con acqua tiepida senza usare detersivi che potrebbero lesionare la manichetta devono essere controllate alla normale pressione di rete per verificare eventuali lesioni del rivestimento impermeabilizzante;

Tutte le operazioni di cui sopra devono essere annotate nell’apposito registro e riportate, se esistente, sul cartellino di verifica periodica applicato alla tubazione.

### Durata
Le manichette non hanno una “scadenza” prefissata ma vanno sostituite ogni volta che le verifiche periodiche previste dalle norme diano esito negativo.

### Garanzia
Il produttore garantisce le manichette per due anni dalla data di produzione (stampigliata sulla manichetta); oltre tale data non viene effettuata la sostituzione in garanzia. La sostituzione in garanzia è possibile solo per le manichette che siano state correttamente conservate e sottoposte a manutenzione. (es.: non lasciate in ambienti particolarmente critici come al sole, devono essere asciugate dopo ogni prova/utilizzo prima di riavvolgerle)

## Raccordi e diametri
I raccordi dei tubi sono spesso in ottone, anche se vengono specificati connessioni in alluminio temprato. Gli accoppiamenti filettati vengono utilizzati in Italia, negli Stati Uniti ed in Canada. Ognuno di questi paesi utilizza un diverso tipo di raccordo. Molti altri paesi hanno standardizzato gli agganci rapidi, che non hanno una fine maschile e femminile, ma si collegano in entrambi i modi. Non esiste uno standard internazionale: nell'Europa centrale, il connettore Storz è utilizzato da diversi paesi. Belgio e Francia utilizzano il connettore Guillemin. Spagna, Svezia e Norvegia hanno ciascuno un proprio accoppiamento rapido. I paesi dell'ex area dell'Unione Sovietica usano l'accoppiamento di GOST. Baarle-Nassau e Baarle-Hertog, due comuni del confine belga-olandese ne condividono uno comune con il servizio di antincendio internazionale. I camion antincendio sono stati dotati di adattatori per consentire loro di lavorare con i connettori Storz e Guillemin. 
Negli Stati Uniti, un numero crescente di servizi utilizza i raccordi Storz per il tubo di alimentazione di grandi dimensioni o altri giunti ad azione rapida.

## Normative UNI
Le manichette antincendio UNI 45 -70 prodotte da aprile 1989 con l’entrata in vigore della norma UNI 9487, debbono riportare in modo stabile ed indelebile:
- riferimento della norma
- nome del costruttore
- diametro nominale
- lunghezza
- anno di costruzione

Le manichette antincendio con una gamma di diametri interni da 25 mm a 52 mm prodotte da dicembre 2007 con l’entrata in vigore della norma UNI EN 14540, almeno due volte (sulla tubazione), debbono riportare in modo leggibile ed indelebile:
- nome e/o marchio del fabbricante
- numero e data della norma europea
- il diametro interno
- la pressione massima di esercizio in MPa o bar
- trimestre ed anno di fabbricazione
- temperatura di prova se minore di -20° C
- il numero di approvazione e l’ente certificatore o il suo riferimento, dove applicabile[11]

## Raccolta della manichetta
Ci sono 3 modi diversi per raccogliere una manichetta; ognuno di questi ha un preciso scopo.

### A chiocciola
A chiocciola o anche detta da lancio, è la normale manichetta raccolta che si trova negli idranti o sulle autocisterne, inoltre è la più usata se non l'unica modalità di raccolta in Italia. Questa manichetta viene stesa afferrando i raccordi e lanciandola a terra. Questa tipologia è comoda nel momento in cui si deve stendere una linea all'esterno di un'abitazione.

### Raccoglimento a "Z"
Questo sistema è molto più pratico della manichetta raccolta a chiocciola quando si deve raggiungere il piano di un edificio coinvolto dall'incendio, perché man mano che si salgono le scale, essa viene "posata" senza creare pieghe che andrebbero ad ostruire il passaggio dell'acqua. Una volta arrivati al piano interessato dall'incendio essa viene collegata ad una manichetta raccolta ad "O".

### Raccolta ad "O"
Questo sistema viene posato sul piano interessato dall'incendio mettendo la manichetta a forma di cerchio in modo che rimanga fermo e senza creare strozzature ed è molto versatile negli spazi ristretti perché la tubazione può essere posata in verticale senza alcun problema.
Il sistema ad "O" ed il sistema a "Z" sono i sistemi di raccolta che vengono usati principalmente negli Stati Uniti.

## Quando non si utilizza una manichetta antincendio
Nelle circostanze che seguono, l'uso di un flessibile può comportare un pericolo:
- Con un bruciatore a gas. Un agente di estinzione portatile è adatto a questo scopo.
- Dispositivi sotto tensione. Sono adatti gli estintori a nebbia a spruzzo e gli estintori CO2.
- Con ustioni di magnesio. Un estintore D è l'agente estinguente appropriato per questo scopo.

- Fuoco di frittura. Un estintore F è adatto a questo scopo. È inoltre possibile utilizzare un estintore CO2.
- In alcuni altri tipi di fuochi, per i quali un estintore D è più adatto.

## Galleria d'immagini

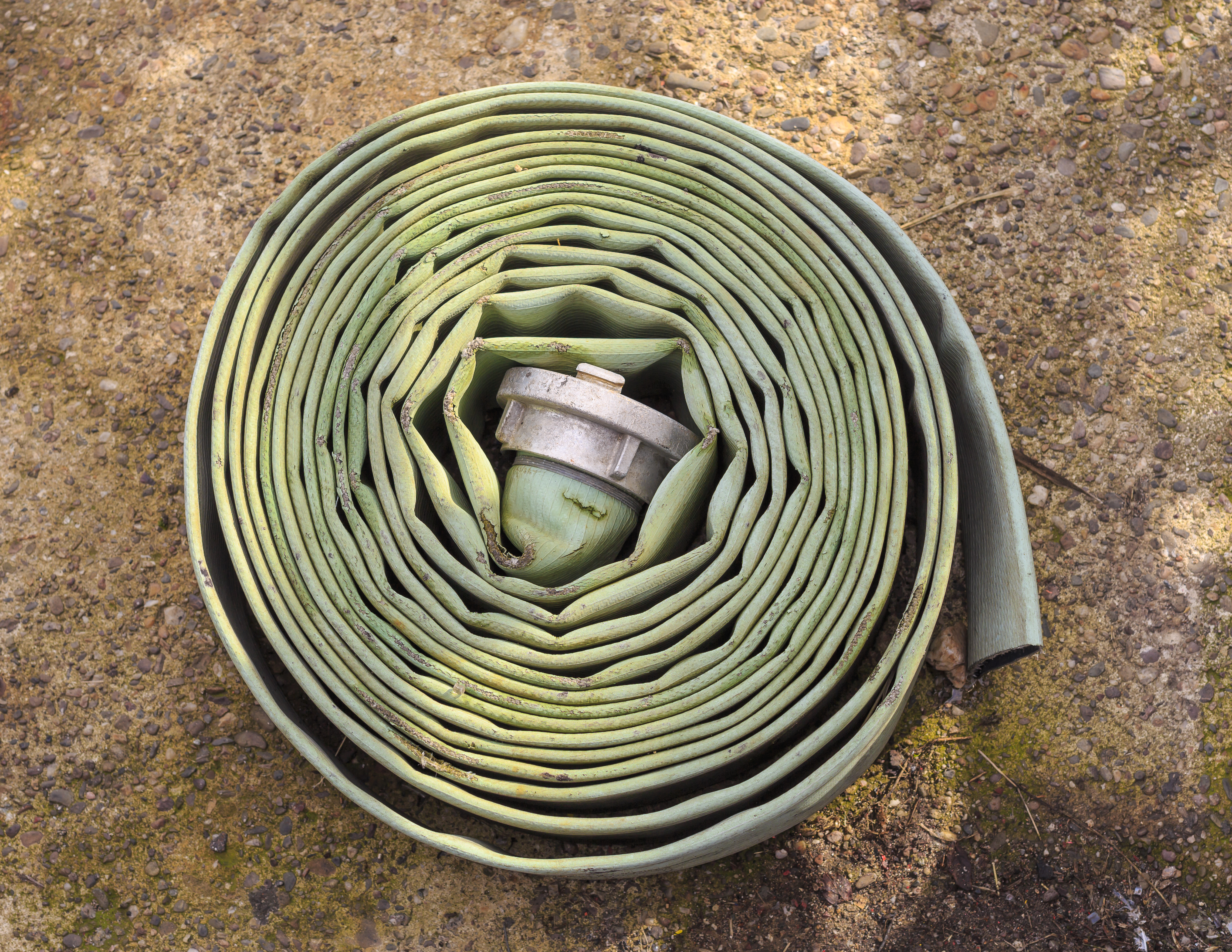
Manichetta di scarico con attacco Storz
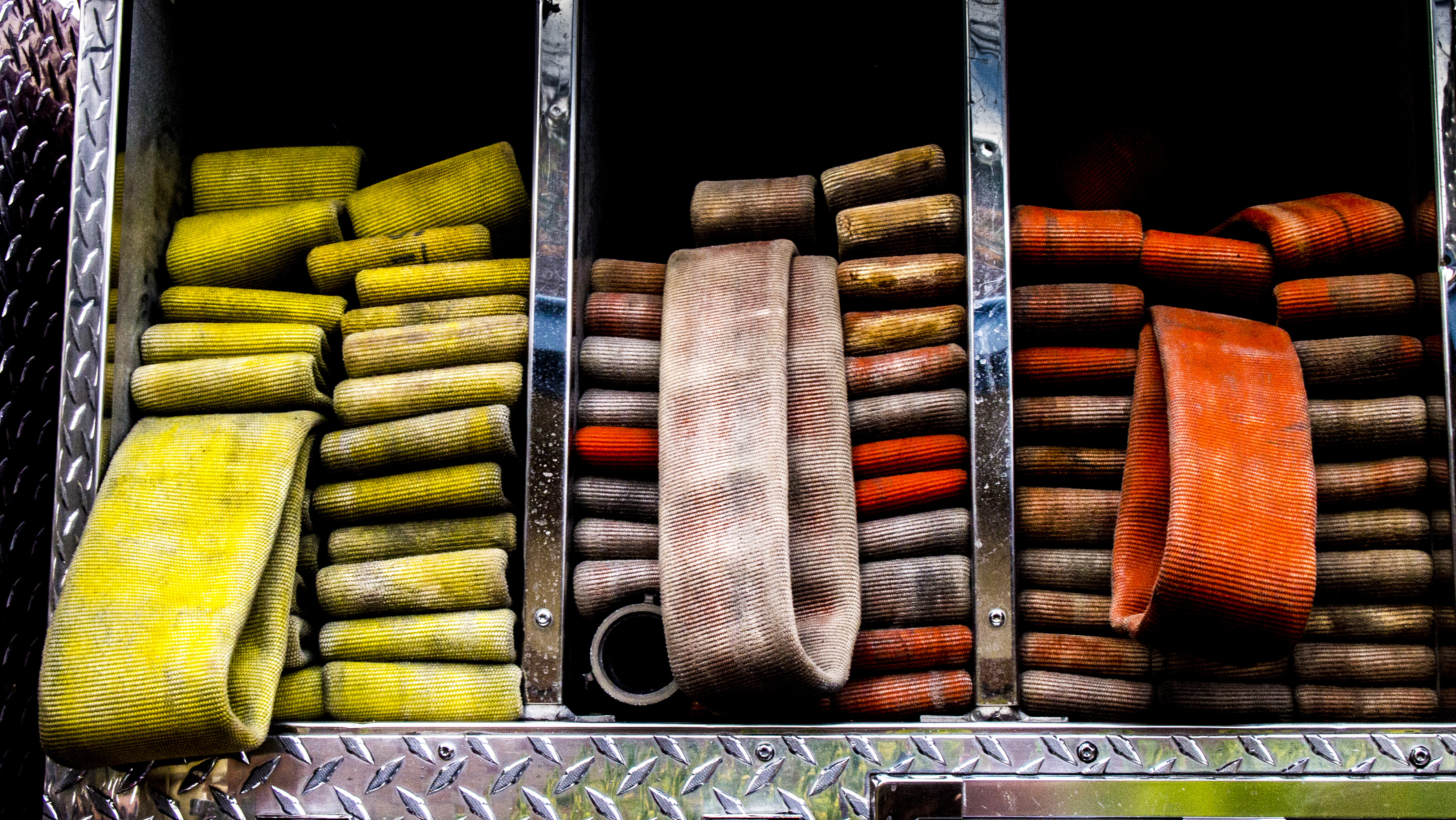
3 manichette antincendio raccolte a "Z" e sistemate negli scomparti di un camion dei pompieri di Glendale (California).
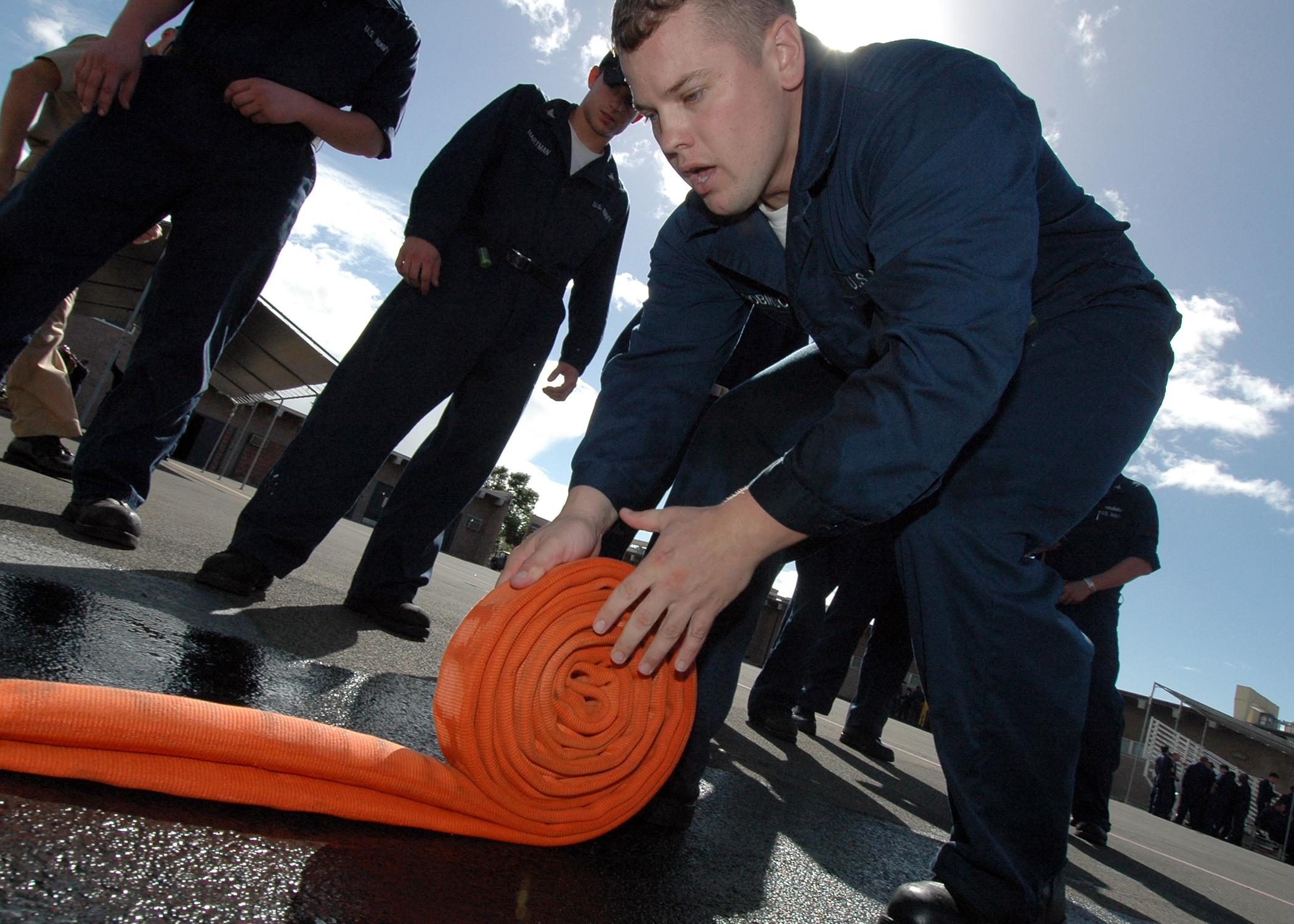
Militare della U.S. navy raccoglie manichetta subito dopo l'utilizzo
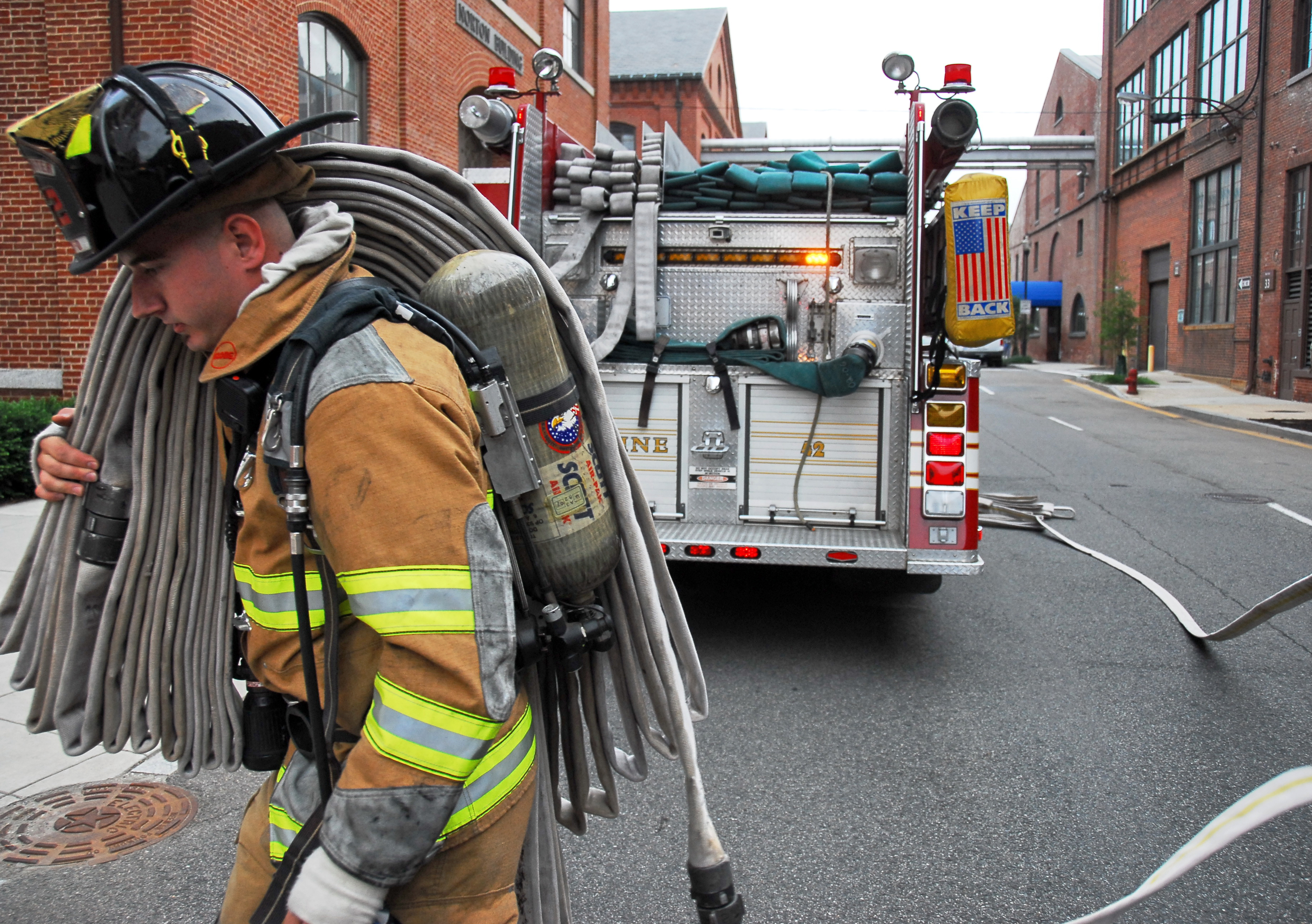
Manichetta raccolta a "Z"